# مناورات القبضة الحديدية (الهند)
مناورات القبضة الحديدية أو (بالإنجليزية: Iron Fist Maneuvers)‏ هي مناورات عسكرية جوية تجريها الهند. 